# Pfarrkirche St. Georgen bei Salzburg

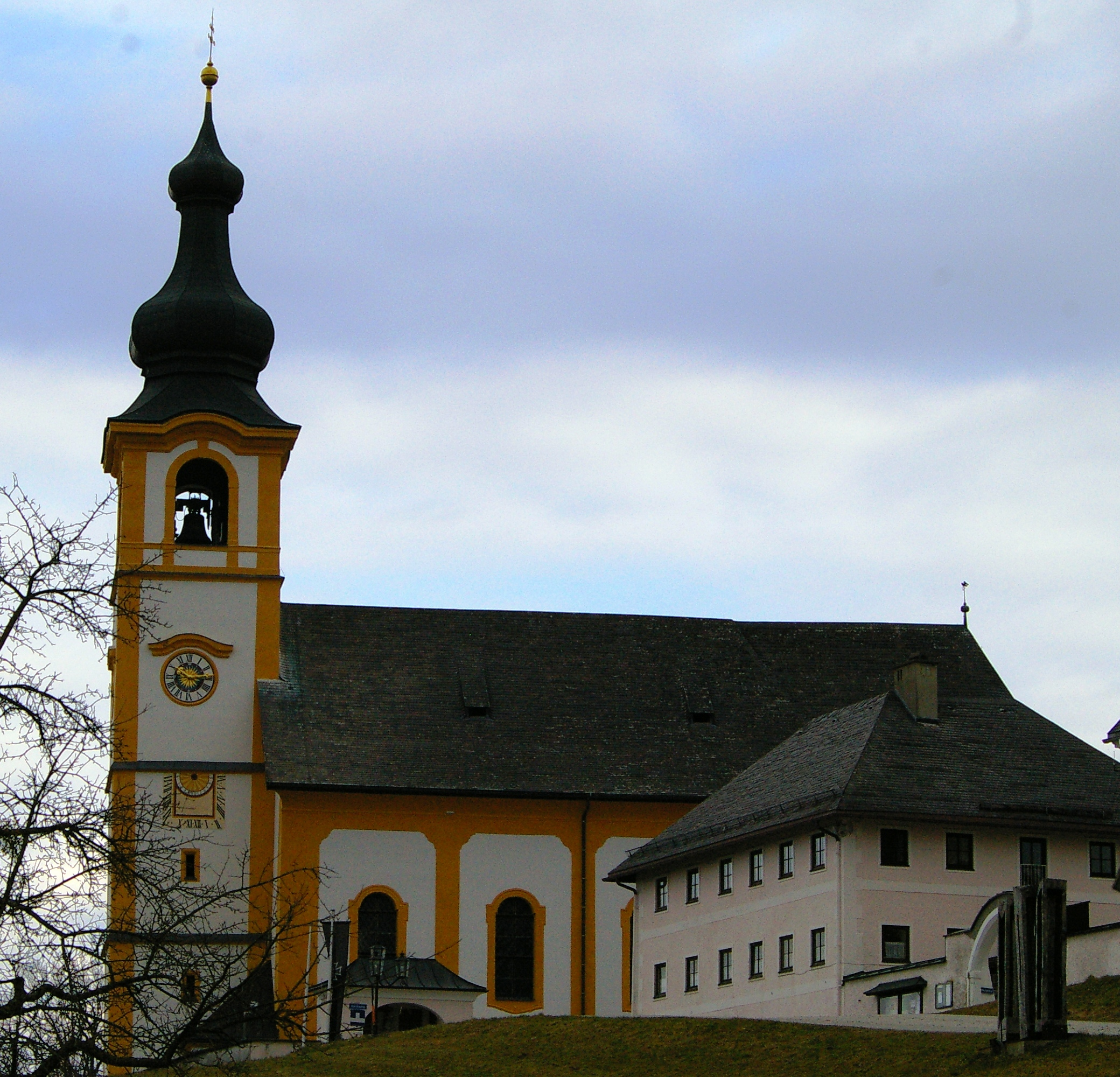
Dekanatskirche hl. Georg in Sankt Georgen bei Salzburg

Die römisch-katholische Pfarrkirche St. Georgen bei Salzburg steht in der Gemeinde Sankt Georgen bei Salzburg im Bezirk Salzburg-Umgebung in Land Salzburg. Die Pfarrkirche hl. Georg geweiht gehört zum Dekanat St. Georgen in der Erzdiözese Salzburg. Die Kirche steht unter Denkmalschutz (Listeneintrag).

## Geschichte

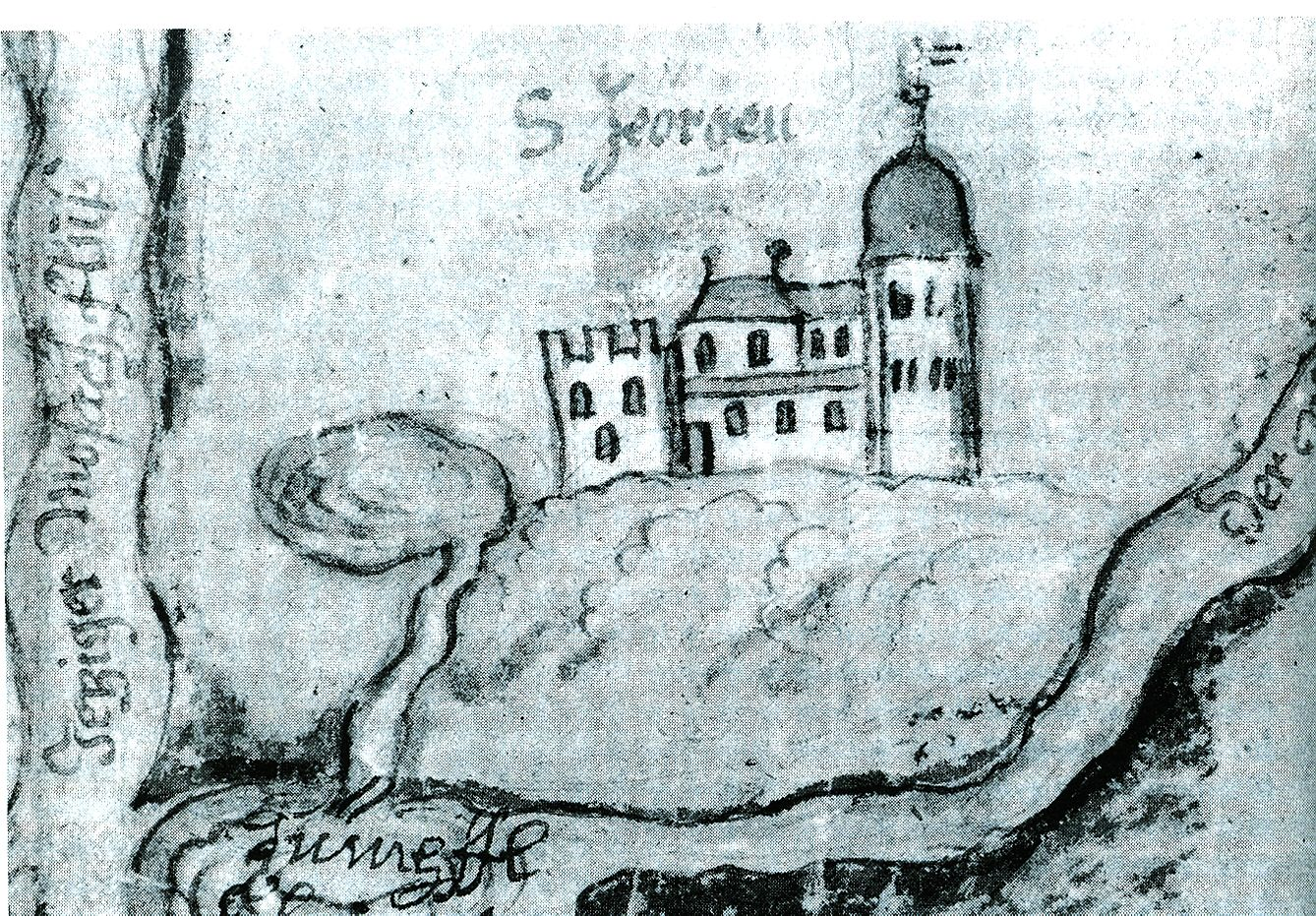
Burg von St. Georgen an der Salzach um 1600

In St. Georgen wurden bronzezeitliche Siedlungsreste, ein ausgedehnter Urnenfriedhof aus der Zeit um 800 vor Christus sowie ein frühbayerisches Gräberfeld aus dem 6. bis 7. Jahrhundert nach Christus freigelegt. Die Edelfreien von Haunsperg und deren Schwester Mechtild stifteten vermutlich 1211 die Pfarrkirche St. Georg. Die Herzöge von Bayern verzichteten am 10. März 1297 auf ihre Vogteirechte über die Georgskirche. Neben der Kirche hat eine Burg der Haunsperger bestanden, wobei die Haunsberger in der Burg Haunsperg bei Nußdorf ihren Hauptsitz hatten. Auf einem von 1600 stammenden Plan der Salzach ist diese Burg abgebildet. Reste dieser Burg wurden 1750 beim Kirchenbau an der Sakristeiseite gefunden. Die Kirche war reich mit Dotationen und Sonderrechten ausgestattet. Bis 1620 war die Kirche eine Hofmark, d. h., sie verfügte (bis 1803) über die Niedere Gerichtsbarkeit sowie andere Rechte (Niederjagd). Dazu gehörte auch das Recht, eine Gastwirtschaft zu betreiben (Taverngerechtsame). Dieses Recht für den Pfarrhof wurde erst 1938 aufgehoben.
Bei der Restaurierung der Kirche im Jahre 1976 wurden Reste dreier Vorgängerkirchen ergraben, ein Steinbau von 788, ein romanischer Saalbau von 1297 und ein einschiffiger gotischer Bau von 1499. Der heutige Kirchenbau wurde von 1749 bis 1754 nach den Plänen des Architekten Johann Kleber mit dem Baumeister Tobias Kendler erbaut. Seit 1816 ist die Pfarrkirche Sitz des Dekanates St. Georgen.

## Architektur
Der barocke Kirchenbau aus der Mitte des 18. Jahrhunderts in der Ortsmitte von einem Friedhof umgeben hat ein einschiffiges Langhaus mit einem eingezogenen Chor mit einer Rundapsis und einen im Kern gotischen Westturm. Die Kirche hat einen umlaufenden Sockel und eine barocke Hohlkehle, eine Stuckpilastergliederung, rundbogige Fenster mit barocker Stuckumrahmung und in der Chorachse ein Rundfenster. Im zweiten Langhausjoch ist beidseits ein Portal. In der nördlichen Langhauswand ist ein hervortretender runder Stiegenaufgang zur Kanzel eingebaut. Der Turm aus 1499 wurde 1753 erhöht und hat rundbogige barocke Schallfenster und einen Doppelzwiebelhelm. Südlich am Turm wurde eine barocke Seelenkapelle mit einem Kreuzgratgewölbe unter einem Pultdach mit einem Rundbogenportal angebaut. Der zweigeschoßige Sakristeianbau im Süden des Chores hat ein Pultdach. An der südlichen Langhauswand hängt ein Kruzifix von Wolf Weißenkirchner (1667).
Das vierjochige Langhaus mit einer Wandgliederung durch Pilaster und einem vorkragenden Kranzgesims unter einer Segmentbogentonne mit Stichkappen hat einen rundbogigen Triumphbogen und dahinter einen eingezogenen Chor unter einem Stichkappengewölbe. In der Chorsüdwand ist ein barockes Sakristeiportal und darüber zwei Rundbogenöffnungen vom Oratorium. Das Turmerdgeschoß hat ein spätbarockes Kreuzrippengewölbe. In der Langhauswestwand ist ein spitzbogiges abgefastes Portal zum 1. Obergeschoß des Turmes. Die Westempore hat zwei Geschoße.
Den Deckenstuck schuf der Stuckateur Benedikt Zöpf mit der Jahresangabe 1754 am Triumphbogen. Die Decken- und Wandmalerei, alle aus der Mitte des 18. Jahrhunderts, zeigen die vier Evangelisten, die vier Kirchenväter, in Chor das Letzte Abendmahl, im Langhaus hl. Georg und Trinität sowie hl. Andreas, un an der Langhaussüdwand Christus am Kreuz in einem Stuckrahmen, an der Chorsüdwand Johannes Nepomuk.
Zur Kirche wurde 2013 und 2014 ein Kreuzweg mit überlebensgroßen Holzfiguren angelegt, welche im Rahmen des Projektes Lignum 2013 und 2014 von den Künstlern Peter J. Kneissl, Engelbert Rudigier, Moritz Moser, Johann Lengauer, Christof Paulowitz, Stefanie von Quast, Franz Gangl, Johann Schwarz und Peter H. Wiener geschaffen wurden.

## Ausstattung

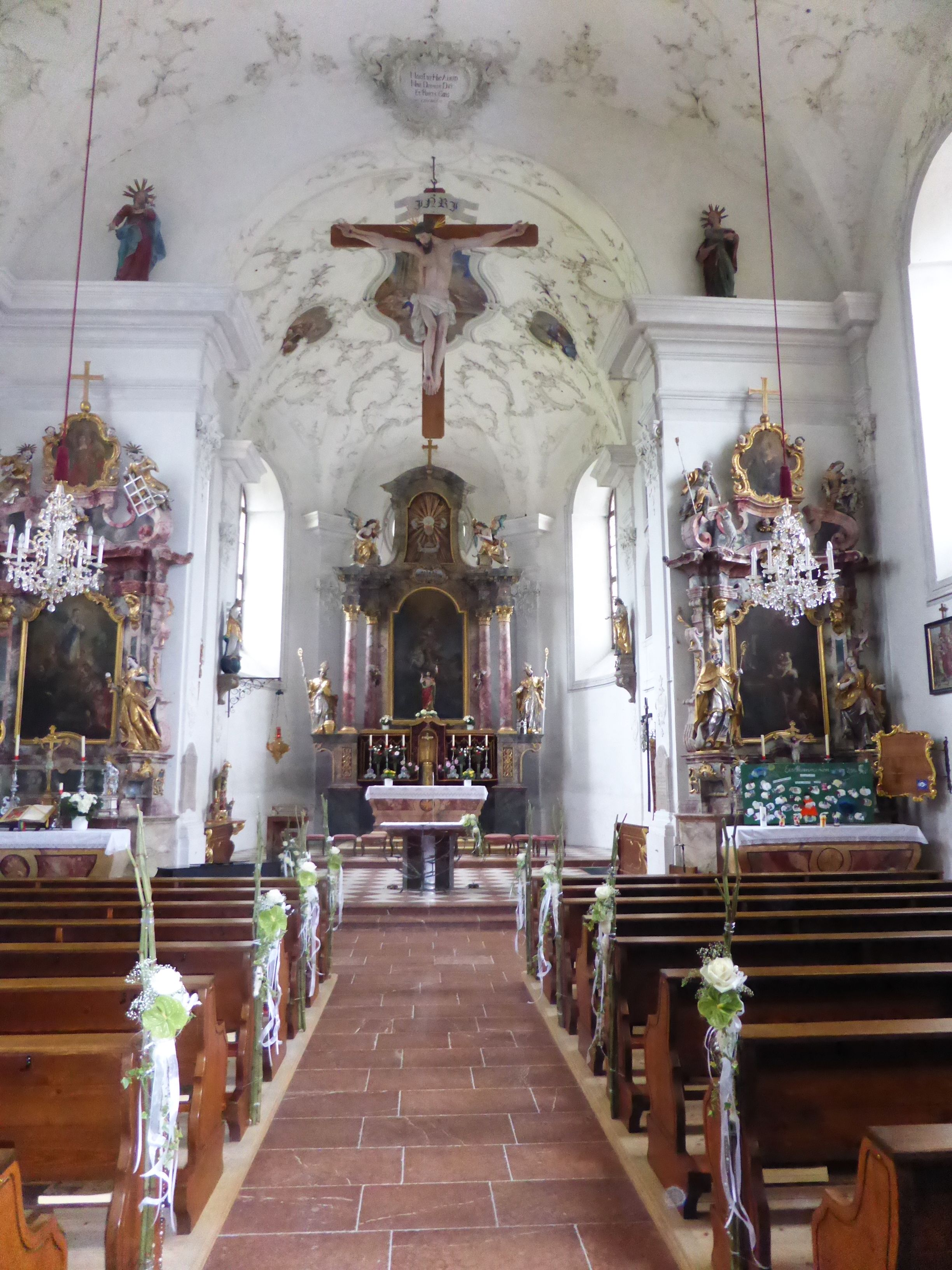
Vom Langhaus zum Chor

Der Hochaltar aus 1843 zeigt das Altarblatt hl. Georg aus 1843 und trägt seitlich die Konsolfiguren Rupert und Virgil vom Bildhauer Georg Itzlfeldner (1755). Die Seitenaltäre aus 1763 zeigen Bilder des Malers Pietro Antonio Lorenzoni, links hll. Leonhard und Florian vor Maria Immaculata und das Oberbild Erzengel Michael, rechts hl. Joseph. Die Seitenaltäre tragen seitlich die Konsolfiguren, links hll. Katharina und Barbara, und die seitlichen Aufsatzfiguren hll. Nikolaus und Stephanus, rechts seitlichen Konsolfiguren hll. Joachim und Anna.
Es gibt einen kleinen Tragaltar mit der Figur Maria mit Kind aus 1755.
Die Kanzel ist aus 1755. Es gibt eine Kreuzigungsgruppe mit den Konsolfiguren Immaculata und Joseph aus der Bauzeit. Das Bild Geißelung Christi aus 1650 hängt in einem bemerkenswerten Rahmen mit Knorpelwerkornament aus 1670. Ein ehemaliges Seitenaltarbild hll. Leonhard und Florian vor Maria mit Kind malte der Maler Franz Ebner. Ein ehemaliges Seitenaltarbild hl. Joseph malte der Maler Peter Paul Perwanger.
Der spätgotische oktogonale Taufstein aus dem 15. Jahrhundert mit einem Deckel aus der Mitte des 18. Jahrhunderts hatte eine Figurengruppe Taufe Christi (gestohlen). Die Kirche hat ein barockes Abschlussgitter.

## Pfarrhof und Kooperatorenstöckl

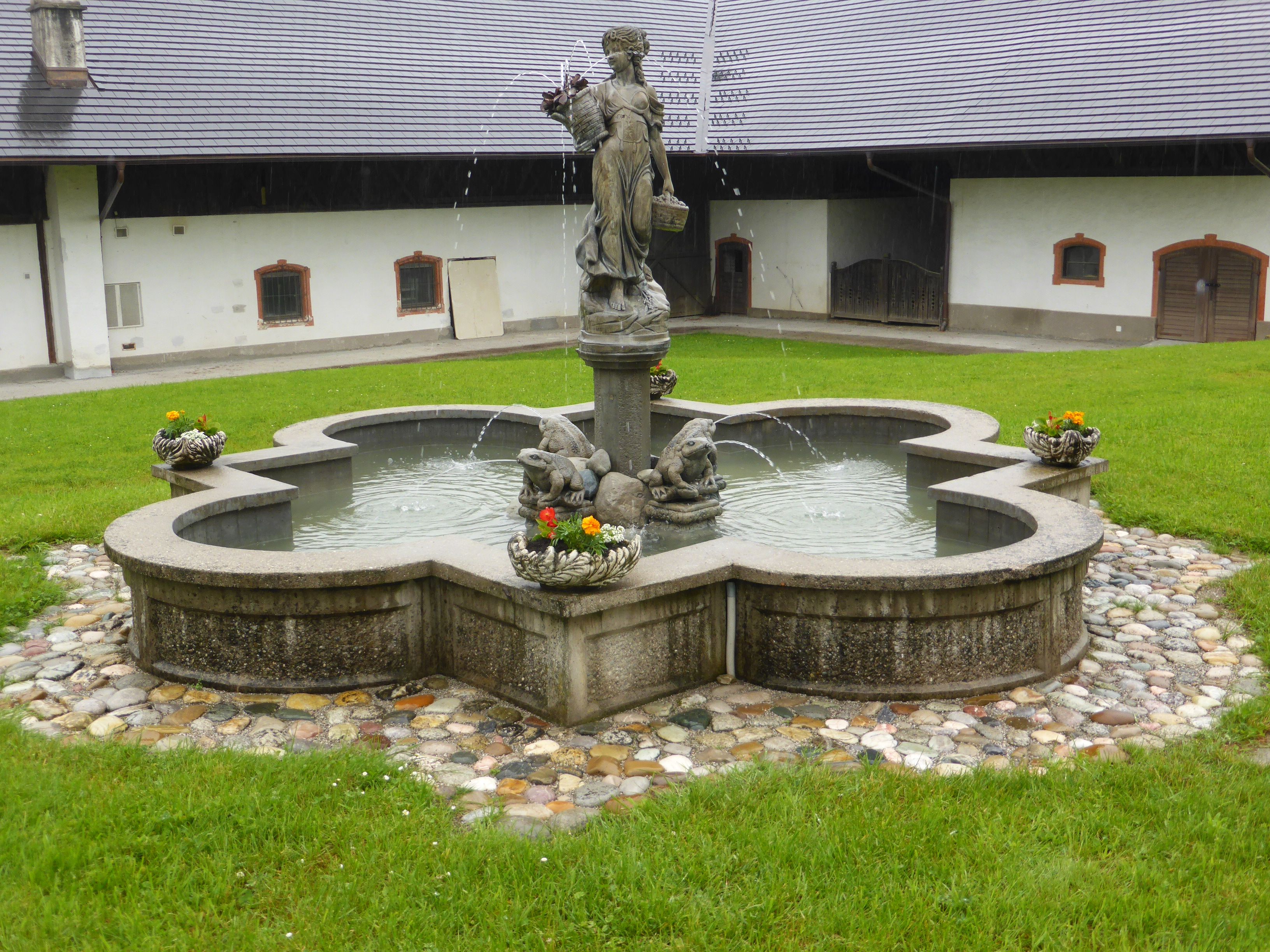
Brunnenanlage des Dekanatshofs

Der zweigeschoßige Pfarrhof mit einem Krüppelwalmdach und einem Doppelportal traufseitig im Westen wurde 1614 mit Ulrich Freiherr von Königseck erbaut und zeigt über dem Portal das Wappen Königseck mit einer Inschrift.
Der Brunnen trägt eine früchte- und blumentragende Frauenfigur und vier wasserspeiende Frösche.

## Kriegerdenkmal

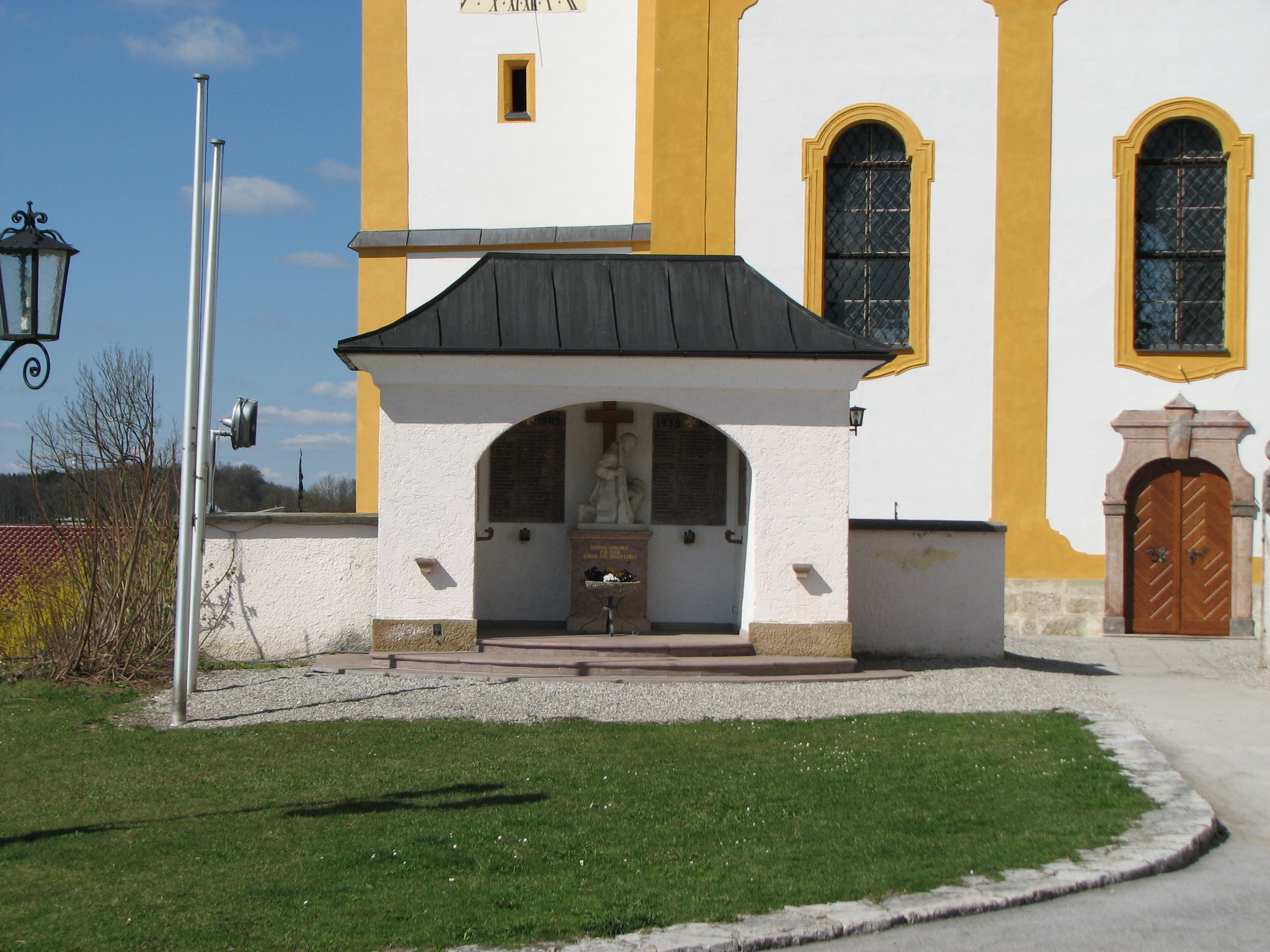
Kriegerdenkmal

Das Kriegerdenkmal ist ein rechteckiger Bau mit einem Walmdach an der Friedhofsmauer. Die Figur kniender Krieger entstand um 1920.